# 子之神社 (湯河原町)

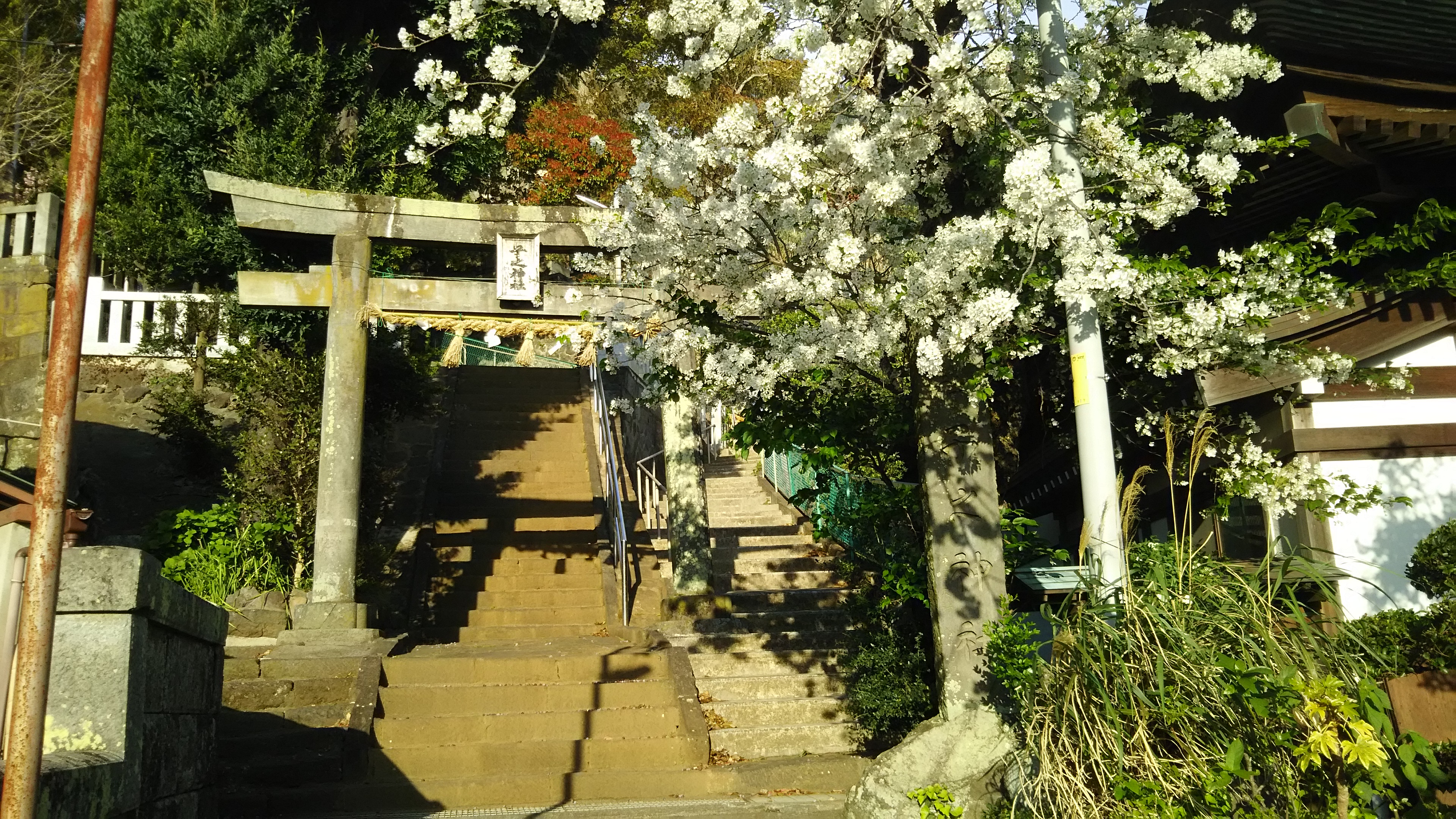
鳥居

子之神社（ねのじんじゃ）は、神奈川県湯河原町福浦にある神社。
湯河原町の東端、福浦漁港がある福浦地区の中心的な神社である。

## 概要
役行者と穂積濃美麻呂による700年（文武天皇4年）の創始伝説もあるが、直接的には初めて社を設けた953年（天暦7年）を以て創建としている。
役行者の創始伝説や、祭神の中に熊野権現や金剛蔵王権現があること、護摩を行うことなど、神仏習合・修験道的性格を色濃く残している。
「飾り屋台」が湯河原町指定の有形民俗文化財になっている。

## 祭神
- 大己貴命
- 素盞鳴命
- 天照國照彦天火明櫛甕玉鐃速日尊
- 倭建尊
- 熊野三所大権現（家都美御子大神、速玉男神、熊野夫須美大神）
- 金剛蔵王権現
- 市杵嶋比賣命
- 子守大神
- 天地坐八百萬神

## 摂末社
- 龍神社 (龍宮御霊神社)（祭神・海住大神）
- 淡嶋神社（祭神・淡嶋神、少彦名命）
- 高木稲荷大神（祭神・高御産巣日神、倉稲魂命）

## 文化財
- 子之神社 飾り屋台（町指定有形民俗文化財[2]）

## 祭事
- 歳旦祭（初護摩）: 1月1日
- 節分祭（追儺式）: 2月節分
- 例大祭 : 7月最終土曜・日曜

## アクセス
- JR真鶴駅下車。徒歩15分。
- 箱根登山バス : バス停「福浦」下車。徒歩5分。
  - 「醍醐院」脇の参道を上がる。